# Nová Ves u Jarošova

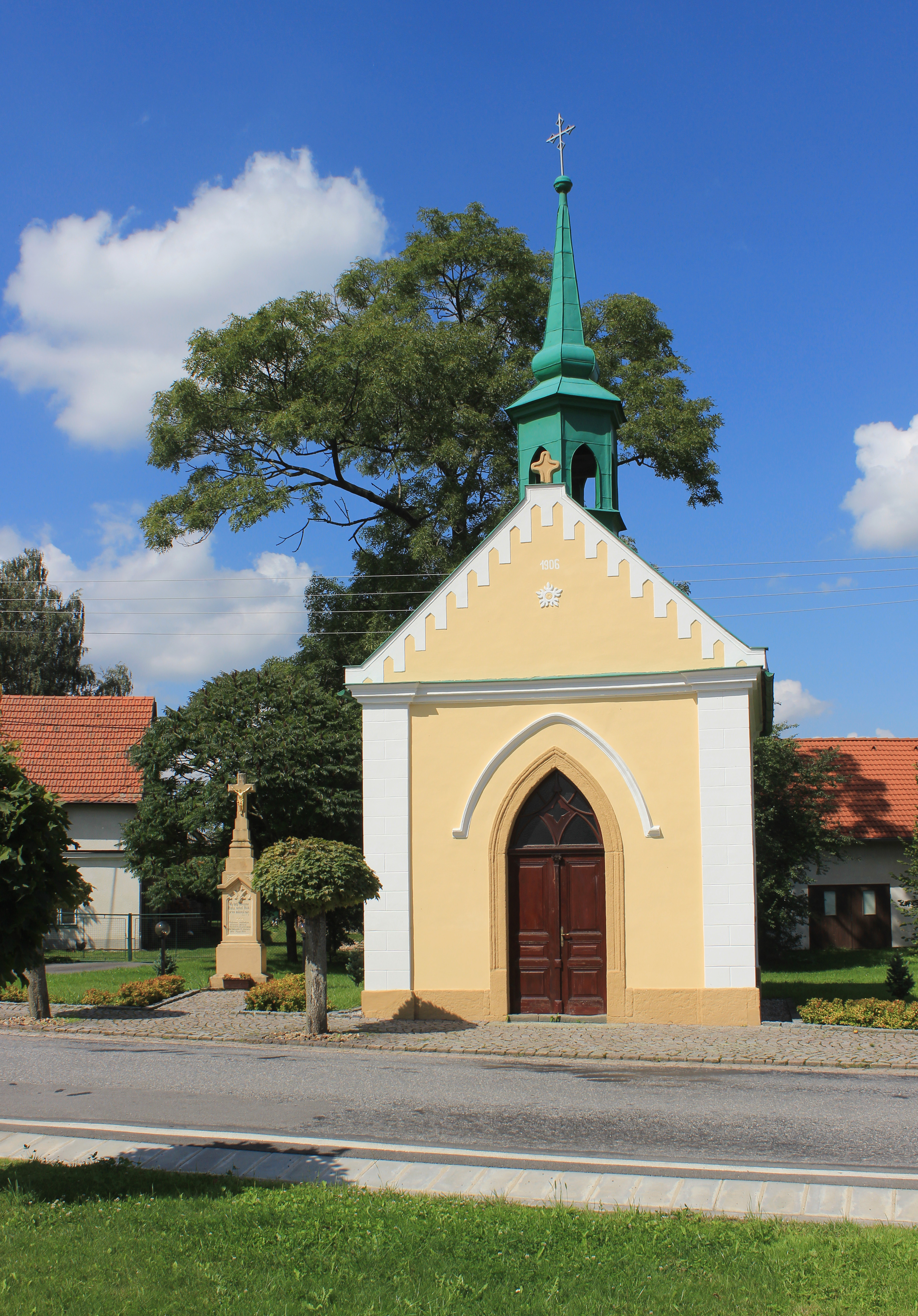
Kapelle des hl Johannes von Nepomuk

Nová Ves u Jarošova (deutsch Neudorf bei Jaroschau) ist eine Gemeinde in Tschechien. Sie liegt fünf Kilometer nordöstlich von Proseč und gehört zum Okres Svitavy.

## Geographie
Nová Ves u Jarošova befindet sich rechtsseitig über dem Tal des Vranický potok in der Novohradská stupňovina (Neuschlosser Stufenland). Südöstlich erhebt sich die Škrabka (501 m n.m.). Gegen Westen erstreckt sich entlang der Novohradka und ihrer Seitentäler der Naturpark Údolí Krounky a Novohradky mit den Sandsteinfelsgebieten Toulovcovy maštale und Městské maštale.
Nachbarorte sind Příluka und Chotovice im Norden, Makov, Lažany und Václavky im Nordosten, Vidlatá Seč im Osten, Chotěnov und Olšany im Südosten, Jarošov im Süden, Vranice, Bor u Skutče und Zderaz im Südwesten, Dudychov und Roudná im Westen sowie Mokrá Lhota und Nové Hrady im Nordwesten.

## Geschichte
Die erste schriftliche Erwähnung von Nová Ves erfolgte 1559 als Teil der Herrschaft Nový hrad. Der Überlieferung nach soll das Dorf ursprünglich am Platz Voštice gestanden sein; nachdem die hölzernen Chaluppen dort abbrannten, sollte das Dorf unter dem neuen Namen Nová Ves an der heutigen Stelle angelegt worden sein. Grundherren waren die Žatecky von Weikersdorf, ab 1580 die Popel von Lobkowitz, ab 1604 die Freiherren von Trautson und ab 1749 die Grafen Harbuval-Chamaré. Zwischen 1774 und 1777 entstand als neuer Herrschaftssitz das Schloss Neuschloß.
Im Jahre 1835 bestand das im Chrudimer Kreis gelegene Dorf Neudorf bzw. Nowawes aus 36 Häusern, in denen 237 Personen lebten. Pfarrort war Neuschloß. Bis zur Mitte des 19. Jahrhunderts blieb Neudorf immer der Herrschaft Neuschloß untertänig.
Nach der Aufhebung der Patrimonialherrschaften bildete Nová Ves / Neudorf ab 1849 einen Ortsteil der  Gemeinde Jarošov im Gerichtsbezirk Leitomischl. Ab 1868 gehörte das Dorf zum politischen Bezirk Leitomischl. Im Jahre 1869 hatte es 229 Einwohner. Nová Ves löste sich in den 1870er Jahren von Jarošov los und bildete mit den Ortsteilen Roudná und Vranice 2. díl eine eigene Gemeinde. Im Jahre 1900 lebten in den 52 Häusern der Gemeinde 246 Personen, der Kernort bestand aus 40 Häusern und hatte 186 Einwohner. 1921 hatte die Gemeinde 261 Einwohner; davon lebten 200 in Nová Ves (41 Häuser) und 61 in Vranice 2. díl (11 Häuser). Der zur Gemeinde gehörige Anteil von Roudná (6 Häuser) war nicht dauerhaft bewohnt. 1924 erhielt die Gemeinde zur Unterscheidung von Nová Ves u Litomyšle den amtlichen Namenszusatz u Jarošova. Im Jahre 1930 hatte die Gemeinde 243 Einwohner. Im Zuge der Gebietsreform von 1960 kam Nová Ves u Jarošova zum Okres Svitavy. 1961 lebten in der Gemeinde nur noch 156 Personen. 1964 wurde Nová Ves u Jarošova nach Jarošov eingemeindet. Der Einwohnerrückgang setzte sich zum Ende des 20. Jahrhunderts weiter fort; von 129 (1970) sank die Einwohnerzahl bis auf 50 (1994). Seit dem 1. September 1990 besteht die Gemeinde Nová Ves u Jarošova wieder.

## Gemeindegliederung
Für die Gemeinde Nová Ves u Jarošova sind keine Ortsteile ausgewiesen. Zu Nová Ves u Jarošova gehören die Ansiedlungen Roudná (Raudna) und Vranice 2. díl (Wranitz 2. Anteil).

## Sehenswürdigkeiten
- Kapelle des hl. Johannes von Nepomuk
- Gedenkstein für die Gefallenen des Ersten Weltkrieges
- Gedenkkreuz, aufgestellt 1881
- Sandsteinfelsengebiete Toulovcovy maštale und Městské maštale, westlich bzw. südwestlich des Dorfes